# Ernő Noskó
Ernő Noskó, född 26 maj 1945 i Cserhátszentiván, är en ungersk före detta fotbollsspelare.
Han blev olympisk guldmedaljör i fotboll vid sommarspelen 1968 i Mexico City.